# Helicius hillaryi
Helicius hillaryi là một loài nhện trong họ Salticidae. Loài này được phát hiện ở Bhutan.